# Пулковский меридиан (муниципальный округ)
Пу́лковский меридиа́н — муниципальный округ в составе Московского района Санкт-Петербурга. Образован 14 августа 2008 года в результате переименования муниципального округа № 47.

## Расположение
Муниципальное образование «Пулковский меридиан» расположено в западной части Московского района. Его границы ведут по Московскому проспекту и далее по Пулковскому шоссе и линии Варшавской железной дороги, далее от Кузнецовской улицы до района Дальней Рогатки и промзоны пулковского авиапредприятия.

## Население
| 2002    | 2010    | 2012    | 2013    | 2014    | 2015    | 2016    |
| ------- | ------- | ------- | ------- | ------- | ------- | ------- |
| 46 515  | ↘43 259 | ↗45 289 | ↗47 107 | ↗48 776 | ↗49 755 | ↗50 405 |
| 2017    | 2018    | 2019    | 2020    | 2021    | 2023    |         |
| ↗51 328 | ↗52 274 | ↗52 800 | ↘52 409 | ↘46 664 | ↘45 863 |         |

## Описание
Пулковский меридиан принято характеризовать как спальный район города Санкт-Петербурга, отдалённый от центра, но при этом обладающий развитой инфраструктурой и качественным составом жилого фонда. Ухоженность округа объясняется его расположением на федеральной трассе, где часто ездят правительственные кортежи и гости города из аэропорта Пулково в городские гостиницы. Московский проспект и Пулковское шоссе насыщены коммерческими объектами.

### Инфраструктура
В районе отмечается недостаточное количество поликлиник и детских садов. Структура застройки округа во многом схожа с застройкой соседнего муниципального образования «Звездное». В северной части преобладают сталинки, в глубине района доминируют кирпичные пятиэтажные дома компактной планировки. Жилищный фонд округа считается качественным и дорогостоящим. Западная и южная части района застроены панельными домами 137-й серии и хрущёвками.

## Галерея

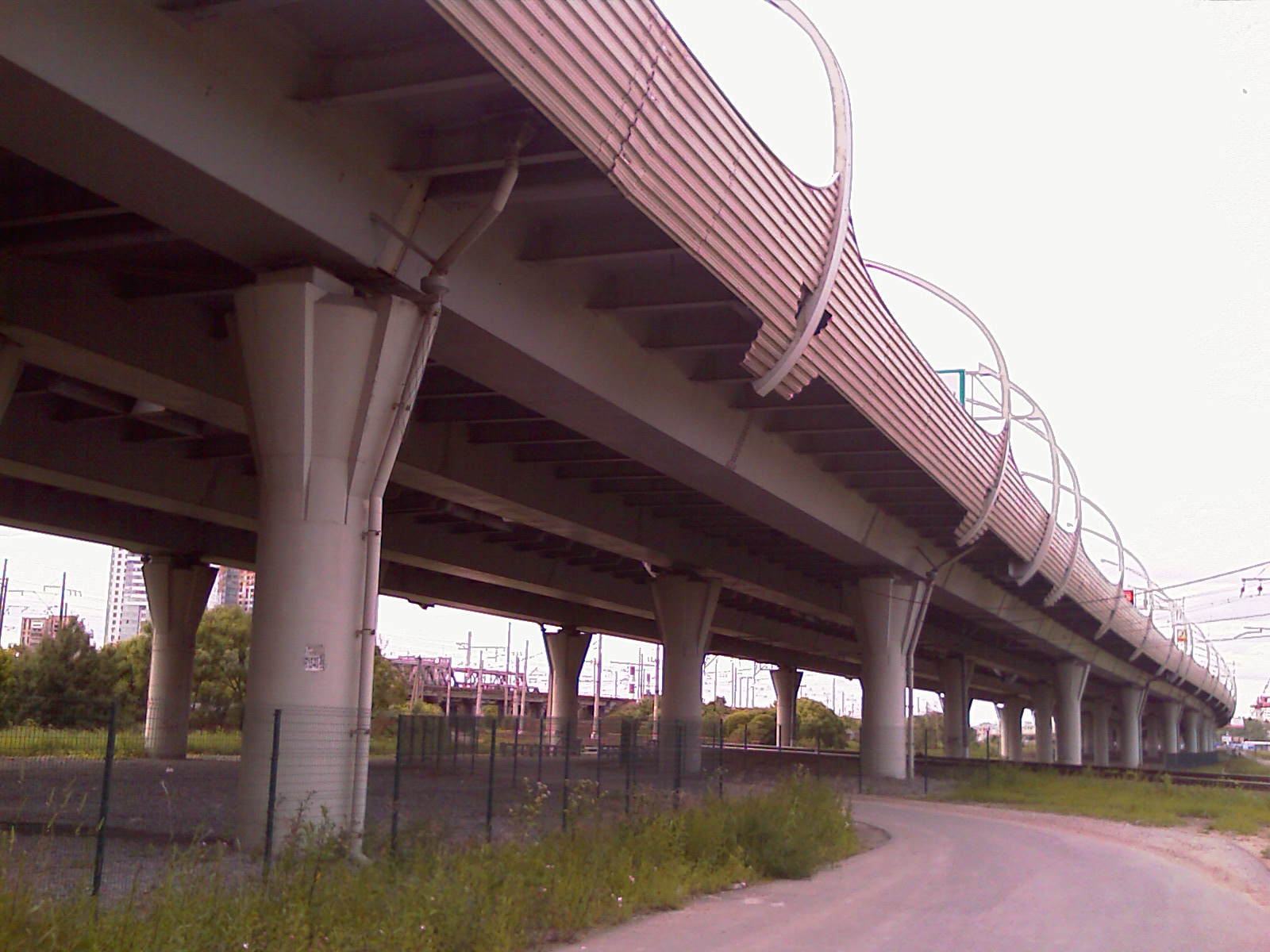
Станция Предпортовая и ЗСД
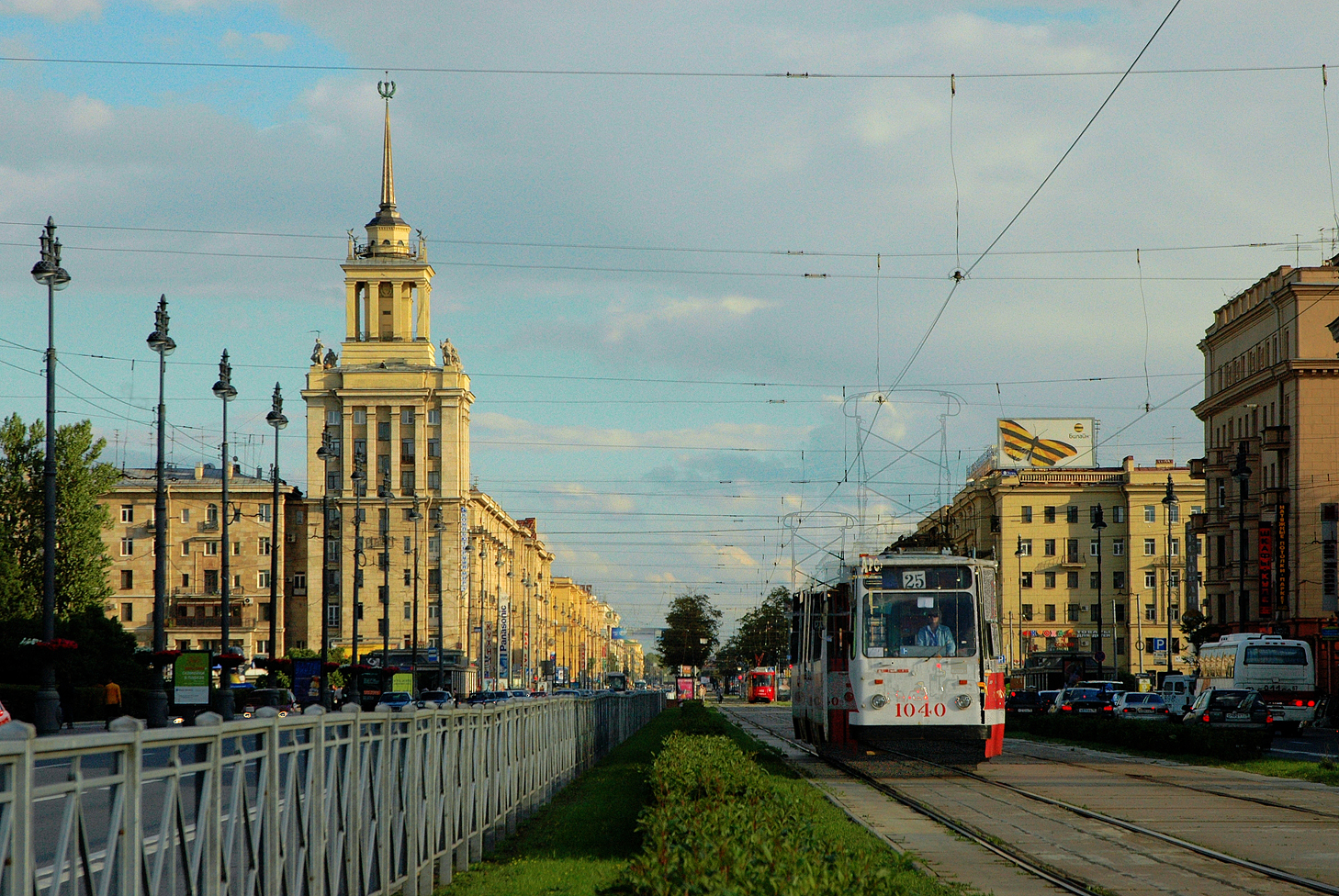
Московский проспект
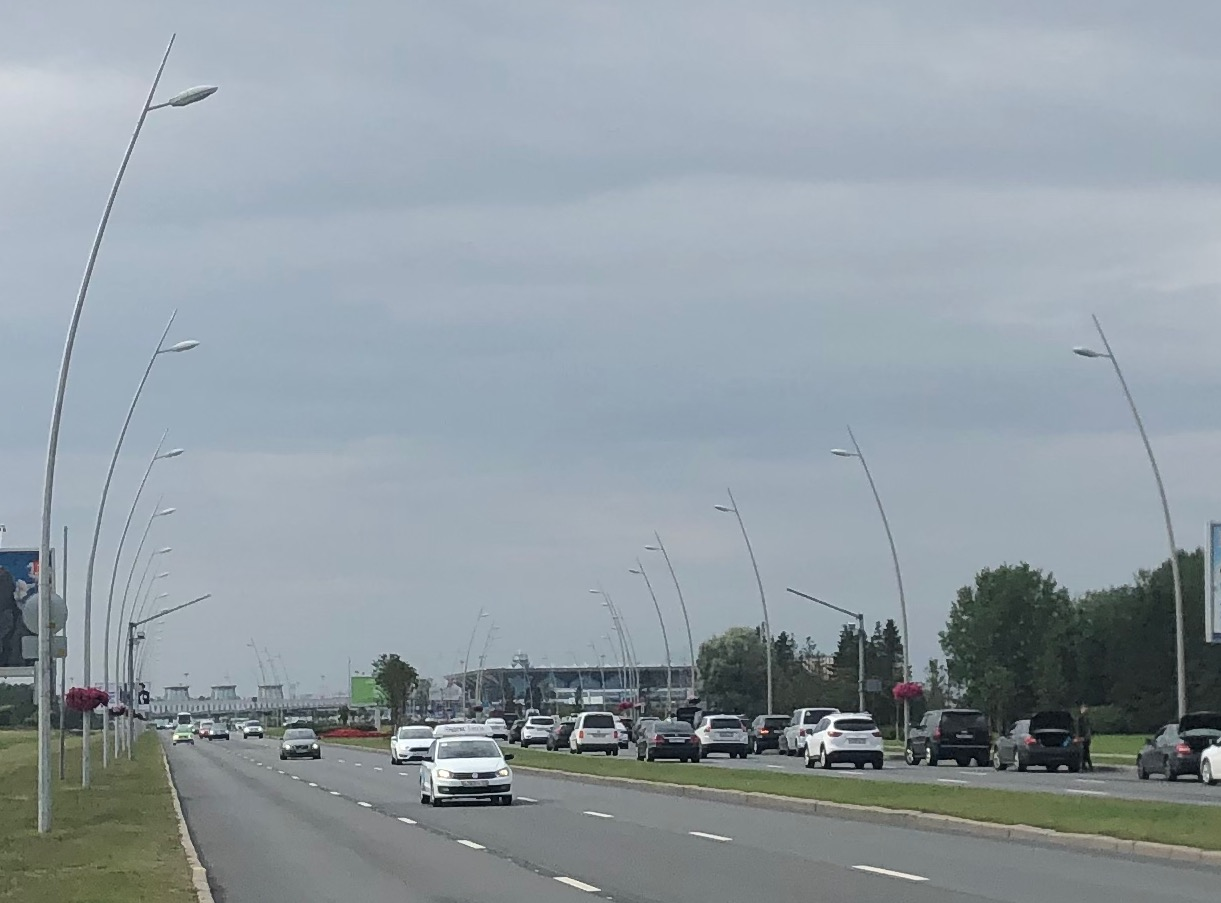
Аэропорт Пулково